# Émirat de Haïl
Pour les articles homonymes, voir Haïl (homonymie).
1835–1921
Entités précédentes :
- Émirat du Nedjd

Entités suivantes :
- Émirat de Riyad (1902)
- Sultanat du Nejd

L'émirat de Haïl, ou « émirat du Djebel Chammar », est un émirat fondé en 1835 et dominé par le clan Al Rachid  jusqu'à son annexion le 2 novembre 1921 par Ibn Séoud, sultan du Nejd, dans le processus qui aboutit en 1932 à la création du royaume d'Arabie saoudite.
Sa capitale, Haïl, est aujourd'hui une cité de 412 758 habitants (2010).

## Histoire
Les Al Rachid étaient une des branches de la confédération bédouine des Chammars, dont l'aire de transhumance englobait tant le Nord de la péninsule arabique que l'Est des actuelles Jordanie et Syrie et l'Ouest de l'actuel Irak.
En 1887, le Nejd est occupé par l'émirat de Haïl, qui l'annexe en 1891 jusqu'à ce qu'Ibn Saoud le conquière le 15 janvier 1902. Le 2 novembre 1921, c'est au tour du Nejd d'annexer l'émirat de Haïl, qui devient une région du nouveau royaume d'Arabie saoudite en 1932.

## Émirs rachidis[1]
1. Abdallah ben Ali ben Rachid (1836-1848 - arabe : عبد الله بن علي بن رشيد), qui écarte son frère Oubayd et ses descendants de la ligne successoriale,
2. Talal ben Abdallah  (1848-1867 - arabe : طلال بن عبدالله), son fils,
3. Moutaïb ben Abdallah (1867-1869 - arabe : متعب بن عبدالله), frère cadet de Talal,
4. Bandar ben Talal ben Abdallah (1869-1872 - arabe : بندر بن طلال بن عبد الله), fils de Talal, tué par son oncle Mohammed qui lui succède,
5. Mohammed ben Abdallah (1872-1897 - arabe : محمد بن عبدالله), frère de Talal et Moutaïb, qui, après Bandar, fait tuer tous les autres fils de Talal pour éviter toute revanche (seul Nayef échappe au massacre). Sous son règne, l'émirat s'agrandit, il chasse notamment de Riyad Abderrahmane ben Fayçal ben Tourki Al Saoud, père d'Ibn Saoud.
6. Abdelaziz ben Moutaïb ben Abdallah (décembre 1897 - 13 avril 1906 - arabe : عبد العزيز بن متعب بن عبد الله), fils de Moutaïb adopté par Mohammed qui en fit son héritier, tué en combattant Ibn Saoud en 1906 après avoir reperdu Riyad en 1902.
7. Moutaïb ben Abdelaziz (13 avril 1906 - janvier 1907 - arabe : متعب بن عبدالعزيز), fils du précédent, tué par son cousin Sultan qui prend sa place,
8. Sultan ben Hammoud ben Oubayd (janvier 1907 - janvier 1908 - arabe : سلطان بن حمود بن عبيد), petit-fils de Oubayd, le frère du premier émir, à son tour tué par ses frères,
9. Saoud ben Hammoud ben Oubayd (janvier 1908 - septembre 1908; mort en 1909 - arabe : سعود بن حمود بن عبيد), frère du précédent, tué par des membres du clan Al Sabhan, parents de l'épouse du sixième émir, qui mettent son fils Saoud sur le trône à l'âge de 10 ans,Saoud ben Abdelaziz Al Rachid

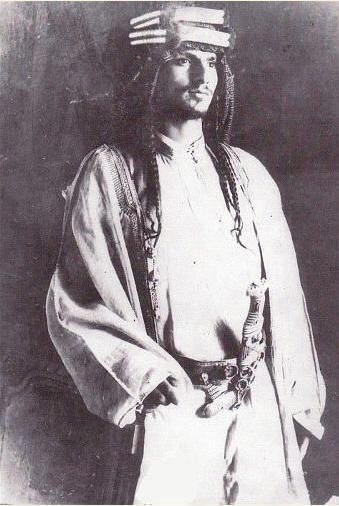
Saoud ben Abdelaziz Al Rachid

10. Saoud ben Abdelaziz (14 septembre 1908 - 1920 - arabe : سعود بن عبدالعزيز), fils du sixième émir, Abdelaziz, assassiné par Abdallah ben Talal, petit-fils de Nayef, le seul fils du deuxième émir ayant survécu ; deux de ses veuves se remarient par la suite avec Ibn Saoud : Noura bint Hammoud Al Sabhan et Fahda bint Assi Al Churaym, mère du roi Abdallah d'Arabie saoudite
11. Abdallah ben Moutaïb (mai 1920 - 1921; mort en 1947 - arabe : عبدالله بن متعب), fils du septième émir,
12. Mohammed ben Talal ben Nayef (1921 -  2 novembre 1921; mort en 1954 - arabe : محمد بن طلال بن نايف), autre petit-fils de Nayef, se rend à Ibn Saoud, alors émir du Nejed, ce qui marque la fin de l'émirat du Djebel Chammar et du règne des Al Rachid.

## Sources
- Madawi Al-Rasheed, A History of Saudi Arabia, Cambridge University Press, Cambridge, 2002,  (ISBN 0521644127) (extrait)
- World Statesmen - Jebel Shammar